# Sony Cyber-shot DSC-S70
Sony DSC-S70 — цифровой фотоаппарат серии «Cyber-shot» компании Sony, выпускавшийся с 2000 года. Предназначен для любительской фотосъёмки.

## Технические характеристики
- Корпус и оправа объектива металлические, резьба штативного гнезда 1/4 дюйма. На верхней крышке расположен чёрно-белый дисплей (контроль за работой камеры).
- Объектив — светосильный трансфокатор «Carl Zeiss Vario-Sonnar» 2,0/7-21 (оптическое увеличение 3×), 8 элементов в 7 группах. Эквивалентное фокусное расстояние 34-102 мм. Резьба для поляризационных светофильтров и для широкоугольного конвертера «MHG07» — М46×0,75.
  - Цифровое увеличение 2×.
  - Макросъёмка: минимальное расстояние от объектива до объекта съёмки 4 см.
- Фокусировка: автоматическая (постоянно работающий следящий автофокус), ручная с расстояниями 0,5 м, 1 м, 3 м, 7 м и бесконечность.
- Экран — 2,0 дюймовый TFT-дисплей, 123000 (560×220) пикселей, с регулировкой яркости.
- Видоискатель оптический, с встроенной диоптрийной коррекцией, с переменным увеличением окуляра (увеличение изменяется синхронно с изменением фокусного расстояния объектива).
- Режимы отработки экспозиции: автоматический, приоритет выдержки, приоритет диафрагмы, два режима съёмки в сумерках, «пейзаж», «панорама».
  - Экспокоррекция +/- 2 EV с шагом 1/3 EV.
- При подключении камеры через USB-порт к компьютеру в папке «Мой компьютер» появляется съёмный диск.
- Запись кадров в формате JPEG и в формате TIFF, GIF (только чёрно-белое изображение), с соотношением сторон кадра 3:2.
  - Разрешение фото 2048×1536, 1600×1200, 1280×960, 640×480.
- Запись видео с монофоническим звуком в формате MPEG.
  - Разрешение видео 320×240, 160×112.
  - Видеовыход NTSC или PAL, аудиовыход.
- Встроенная фотовспышка с диапазоном работы от 0,3 до 2,5 метров с тремя уровнями мощности. Режимы работы: автоматический, подавление «эффекта красных глаз», принудительная, отключена.
  - Синхроконтакт типа «Джек» для фотовспышки «Sony HVL-F1000» оригинальной конструкции.
- Меню настроек:
  - Видеовыход (NTSC или PAL).
  - Язык (английский или японский).
  - Время и дата.
  - Звук затвора (вкл/выкл).
  - Регулировка яркости экрана.
  - Эффекты изображения: чёрно-белое изображение, сепия, соляризация, негатив, регулировка уровня резкости.
- Работа с файлами: копирование на другую карту памяти Memory Stick, изменение размеров изображения, удаление, форматирование карты памяти, предотвращение случайного стирания. Воспроизведение одновременно шести изображений, увеличение части неподвижного изображения, вращение изображения, последовательное воспроизведение изображений (слайд-шоу), просмотр изображений на экране телевизора.
- Автоматическое отключение после трёх минут бездействия.
- Электронный автоспуск с задержкой 10 сек.

## Комплектация
- Цифровой фотоаппарат «Sony DSC-S70», аудио-видео кабель, литий-ионный аккумулятор NP-FM50 (ёмкость 1180 мА/ч), сетевой адаптер AC-L10 (110—220 вольт), сетевой шнур, кабель USB, крышка объектива с шнуром, шейный ремень, CD-ROM, инструкция по эксплуатации, сумка для переноски.
  - В комплект входит карта памяти Memory Stick 8 МВ. В режиме NORMAL возможна запись 2048×1536 — 5 кадров, 1600×1200 — 8 кадров, 1280×960 — 12 кадров, 640×480 — 118 кадров, видео 320×240 — 85 сек, до 15 сек непрерывно; видео 160×112 — 345 сек, до 60 сек непрерывно.